# Companhia Nacional de Caminhos de Ferro ao Sul do Tejo
La Companhia Nacional dos Caminhos de Ferro ao Sul do Tejo (Compañía Nacional de Ferrocarriles del Sur del Tajo), igualmente conocida como Companhia dos Brasileiros, fue una empresa de origen portuguesa, que construyó y explotó las conexiones ferroviarias entre Barreiro, Setúbal y Vendas Novas, en Portugal.

## Historia

### Formación
El gobierno portugués firmó, el 24 de julio de 1854, un contrato con una sociedad de empresarios, para construir y explotar el ferrocarril del Sur, una conexión ferroviaria entre la localidad de Vendas Novas y un puerto en la Margen Sur del Tajo, el cual estaba unido a Lisboa por carreteras fluviales; el estado apoyaría este proyecto por la atribución de una ayuda de 7$880 por kilómetro construido, además de asegurar un abastecimiento gratuito de maderas, y evitar a la Compañía de todos los impuestos, incluyendo aquellos sobre las máquinas, materiales importados y explotación. En el mismo año, el punto inicial fue establecido en Montijo, y después alterado a Barreiro. Para este fin, fue formada la Companhia Nacional dos Caminhos de Ferro ao Sul do Tejo, y el 6 de diciembre de 1854, le fue atribuida la concesión para la construcción de este tramo; los estatutos de la Compañía fueron publicados el 6 de febrero del año siguiente.

### Construcción del ferrocarril del Sur

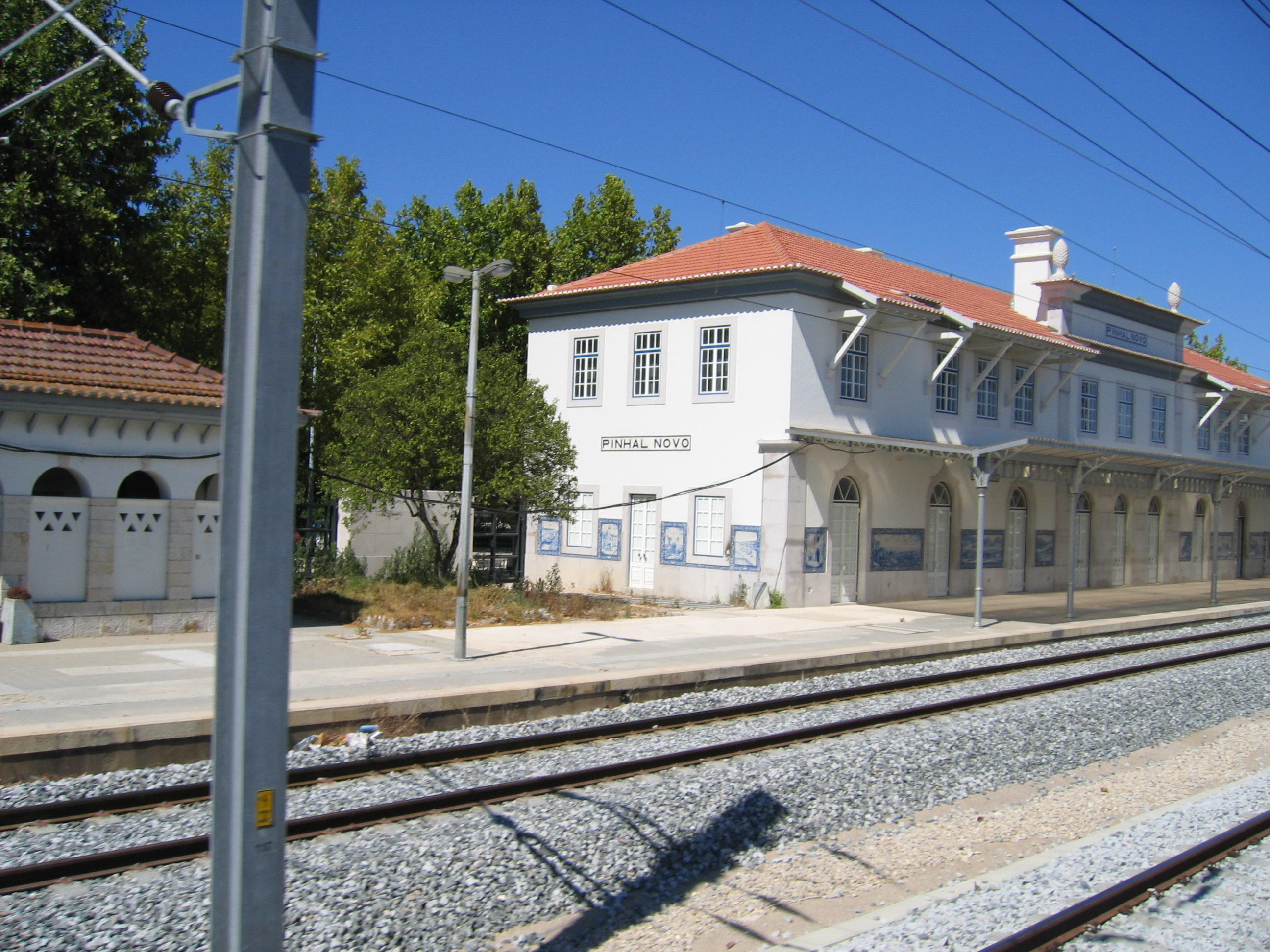
Antiguo edificio de la Estación del Pinhal Novo.

Inicialmente, el punto escogido para la construcción del puerto fluvial recayó sobre la localidad de Aldea Galega (actual Montijo), pero el lugar fue modificado por las proximidades dl Barreiro, debido, entre otras razones, a las mejores condiciones naturales ofrecidas.
El primer tramo del ferrocarril del Sur, entre Barreiro y Bombel, junto a Vendas Novas, fue inaugurado el 15 de junio de 1857, utilizando un ancho de 1,44 metros; la conexión a Vendas Novas fue completada el 1 de febrero de 1861. No obstante, surgieron, desde luego, algunos conflictos entre el estado y la Compañía, debido al hecho de que esta última utilizase servicios normales en vez de expresso para transportar el correo, como estaba previsto; por otro lado, el hecho de que la Compañía del Sudeste, que, desde 1860, había iniciado la construcción de la conexión entre Vendas Novas, Beja y Évora, utilizase un ancho diferente, imposibilitaba el paso de las composiciones, por lo que era indispensable efectuar transbordo de mercancías y pasajeros. En ese momento, José de Salamanca se mostró interesado en obtener los derechos de construcción del ferrocarril del Sur, razón por la cual el rey D. Pedro V, que tenía una cierta animadversión contra el empresario de origen español, dado que este ya controlaba la construcción de las principales conexiones ferroviarias portuguesas, comunica a esta empresa que la concesión solo podría ser efectuada por el estado. El 1 de febrero de 1861, fue concluida la construcción del tramo entre Pinhal Novo y Setúbal, igualmente en ancho de 1,44 metros.

### Declive y nacionalización
Con el fin de crear una sola entidad responsable de la construcción y explotación de la red ferroviaria al Sur del Tajo, el estado procedió a la adquisición, entre agosto y el 5 de septiembre de 1861, de esta Compañía, habiendo los bienes y la concesión pasado a la posesión del estado; las vías y la concesión fueron vendidas, en abril de 1864, a la Compañía del Sudeste, que fue, posteriormente, transformada en la Compañía de los Ferrocarriles del Sur y Sudeste.